# Ернест Мервін Тейлор
Ернест Мервін Те́йлор (англ. Ernest Mervyn Taylor; 4 серпня 1906, Окленд — 7 червня 1964) — новозеландський графік і скульптор.

## Біографія
Народився 4 серпня 1906 року в Окленді (Нова Зеландія) в сім'ї листоноші. Трохи накульгував (перехворів поліомієлітом). Навчався в Ілемській школі образотворчих мистецтв в Окленді та Школі мистецтва Технічного коледжу у Веллінгтоні. Одружився в 1937 році (мав сина і дочку), жив у Веллінгтоні. Працював креслярем, художником реклами. З 1944 року працював як гравер на дереві, з 1958 року — як скульптор.
Помер  7 червня 1964 року.

## Творчість
Твори: 
- гравюри на дереві — на теми легенд і побуту маорі;
- серія «Птахи Нової Зеландії»;
- кольорові ліногравюри;
- ілюстрації до поем і дитячих книг;
- скульптура:
  - «Гина — богиня Місяця»;
  - «Аріка Нуї»;
  - «Безтурботність» і інше.

Створив понад 200 гравюр. Виконав кілька фресок. Працював також в акварелі.